# Presidente Prudente
22°07′32″N 51°23′20″T / 22,12556°N 51,38889°T
Presidente Prudente là một đô thị tại bang São Paulo, Brasil.. Thành phố này có diện tích là. 562,107 km², dân số năm 2007 là 202.789 người. Thành phố Presidnete Prudente cách thủ phủ bang São Paulo 587 km, nằm ở độ cao 475 m. Năm 2000, thành phố này có [[chỉ số phát triển con người là 0,846
Tên đô thị này được đặt theo tên tổng thống Prudente de Morais. Đô thị này tập trung một số trường đại học.
Thành phố này giáp Alfredo Marcondes, Álvares Machado, Anhumas, Regente Feijó, Indiana, Caiabu, Mariápolis, Adamantina, Flora Rica và Santo Expedito
1. ↑  "Bản sao đã lưu trữ". Bản gốc lưu trữ ngày 28 tháng 9 năm 2007. Truy cập ngày 5 tháng 6 năm 2008.
2. ↑  "Estimativas - Contagem da População 2007". IBGE. Truy cập ngày 14 tháng 11 năm 2007.